# بلا تار
بِلا تار (مجاری: Tarr Béla زاده ۲۱ ژوئیهٔ ۱۹۵۵) کارگردان مجارستانی و برندهٔ جایزه کشوت است. عمدهٔ فیلم‌های او شامل مضامین هنری و فلسفی هستند.
از همکاران پرتکرار که بلا تار با آن‌ها کار کرده است می‌توان به لاسلو کراسناهورکایی (رمان‌نویس)، میهای ویگ (آهنگساز فیلم)، فرد کلمن (فیلم‌بردار)، اریکا بوک (بازیگر)، و همسرش اگنش هرانیتسکی که گاهی در کارهای آخر او به عنوان کارگردان مشترک نامش برده شده است، اشاره کرد. پس از انتشار آخرین فیلمش اسب تورین که در فهرست «بهترین» فیلم‌های آخر سال بسیاری از منتقدان قرار گرفت، اعلام بازنشستگی قطعی خود را از ساختن فیلم بلند اعلام کرد. در فوریهٔ ۲۰۱۳ او مدرسهٔ فیلمی در سارایوو با نام film.factory تأسیس کرد، و در سال ۲۰۱۶ آن جا را ترک کرد. او از آن زمان برای اولین بار دو فیلم کوتاه را در نمایشگاهی در آمستردام در سال ۲۰۱۷ به نمایش گذاشته است.

## زندگی‌نامه
بلا تار در شهر پچ به دنیا آمد و در بوداپست بزرگ شد. پدر و مادر او هر دو در تئاتر و صنعت فیلم‌سازی بودند. پدر او طراح صحنه بود و مادرش بیش از ۵۰ سال به عنوان سوفلور در یک تئاتر کار می‌کرد. تار در ۱۰ سالگی توسط مادرش به یک آزمون پذیرش نقش که توسط تلویزیون ملی مجارستان برگزار شده بود، معرفی شد و در آن‌جا موفق به کسب نقش پسر قهرمان داستان در یک اقتباس تلویزیونی از داستان مرگ ایوان ایلیچ اثر تولستوی شد. پس از این نقش، تار به جز ایفای یک نقش کوچک در فیلم فصل هیولاها (۱۹۸۶) به کارگردانی میکلوش یانچو، نقشی را برای بازی به عهده نگرفت. به گفته خودش، در ابتدا او در پی تبدیل شدن به یک فیلسوف بود و فیلم‌سازی را به عنوان یک سرگرمی در نظر گرفته بود. اما پس از ساخت فیلم کوتاه ۸ میلی‌متری‌اش، دولت مجارستان اجازه ورود به دانشگاه را به تار نداد و او به جای آن تصمیم گرفت که به فیلم‌سازی بپردازد.

## کارهای نخستین

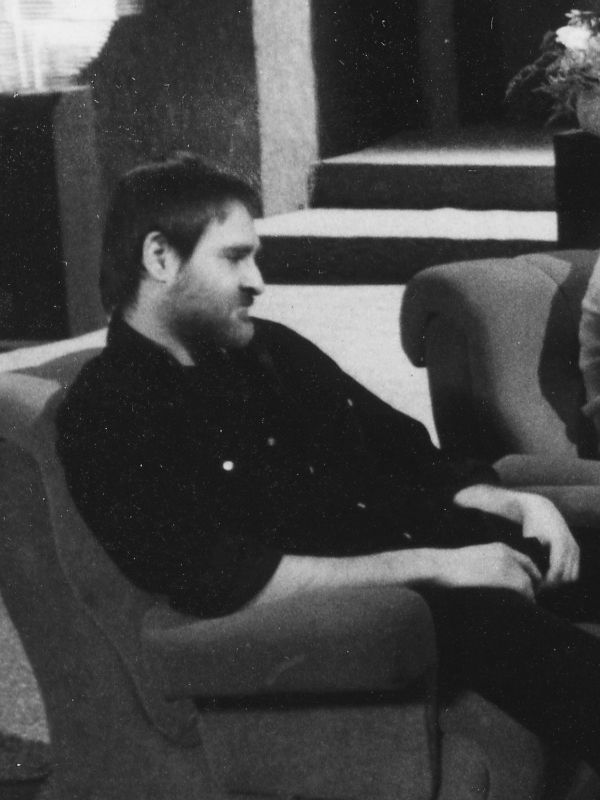
بلا تار در سال ۱۹۸۳

شروع کار تار در فیلم‌سازی، ساختن فیلم‌های آماتور در ۱۶ سالگی بود. سپس به عنوان سرایدار به کار در خانه ملی فرهنگ و سرگرمی پرداخت. بیشتر کارهای آماتور او مستندهایی بودند دربارهٔ زندگی کارگران و مردم فقیر در مناطق شهری مجارستان. کارهای آماتور بلا تار مورد توجه استودیو بلا بالاژ، نظریه‌پرداز سینما قرار گرفت. این مؤسسه به تار کمک کرد تا نخستین اثر بلند خود با نام آشیانه خانوادگی را در ۲۲ سالگی جلوی دوربین ببرد. تار این فیلم را بدون هیچ بودجه‌ای و با بازیگران غیرحرفه‌ای طی ۶ روز در لوکیشن‌های اصلی جلوی دوربین برد. بازیگران بی هیچ دست‌مزدی و تنها به خاطر دوستی با تار در این فیلم بازی کردند. فیلم به مدرسه بوداپست و مستندساز سبک‌های رایج آن زمان در استودیو بلا بالاژ وفادار بود. سبکی که مبتنی بر حفظ رئالیسم اجتماعی مطلق بر روی صفحه نمایش بود. به عقیده منتقدان نیز این فیلم یک اثر واقع‌گرایی سوسیالیستی بود که از آثار جان کاساوتیس تأثیر گرفته بود. هر چند که تار هرگونه آشنایی با فیلم‌های جان کاساویتس پیش از فیلم‌برداری آشیانه خانوادگی را تکذیب کرد. این فیلم در سال ۱۹۷۹ انتشار یافت و در همین سال جایزه بزرگ جشنواره فیلم مانهایم را از آن خود کرد.
پس از اتمام آشیانه خانوادگی تار تحصیلات خود را در مدرسه هنرهای نمایشی و سینمایی مجارستان آغاز کرد. در سال ۱۹۸۱ بیگانه و در سال بعد از آن مردم پیش‌ساخته را کارگردانی کرد که در ادامه کار پیشین او به همراه تغییرات کوچکی در سبک بود. در فیلم آخر، تار برای نخستین بار از بازیگران حرفه‌ای در نقش‌های اصلی استفاده کرد.
فیلم‌های نخستین بلا تار تا اواسط دهه ۱۹۸۰ به ژانر مستند داستانی تعلق دارند و او با دو فیلم بیگانه (۱۹۸۱) و مردم از پیش ساخته (۱۹۸۲) در پایه‌ریزی این ژانر نقش درخوری داشت. قواعد اصلی سبک مستند داستانی شامل استفاده از بازیگران غیرحرفه‌ای، عدم استفاده از فیلم‌نامه کامل و بداهه‌پردازی در بیان دیالوگ‌ها، و استفاده از دوربین روی دست می‌شد. هدف اصلی فیلم‌سازان این ژانر در وهله نخست هدفی سیاسی در به تصویر کشیدن واقعیت زیر نقاب داستان بود.
تغییر چشم‌گیر کارهای بلا تار از سال ۱۹۸۲ و از اقتباس تلویزیونی مکبث آغاز شد. این فیلم تنها از دو شات تشکیل شده بود. شات اول (پیش از عنوان اصلی) به مدت پنج دقیقه، و شات دوم به مدت ۶۷ دقیقه. نه تنها حساسیت‌های بصری بلا تار از کلوز-آپ‌های خام به سوی مدیوم‌های انتزاعی و لانگ شات‌ها حرکت کرد، بلکه نگرش فلسفی‌اش نیز از رئالیسم ترسناک به سوی چشم‌انداز متافیزیکی بیش‌تر شبیه به آنچه در آثار تارکوفسکی بود، متمایل شد. تار خود را تحت تأثیر راینر ورنر فاسبیندر دانسته است.

## کارهای بعدی
پس از سالنمای خزان در سال ۱۹۸۴، تار که چهار اثر نخست خود را به تنهایی نوشته بود، برای فیلم بعدی خود نفرین به همکاری با لاسلو کراسناهورکایی رمان‌نویس مجارستانی پرداخت. پس از نفرین، تحقق بخشیدن یک اقتباس فکرشده از رمان حماسی کراسناهورکایی تانگوی شیطان بیش از هفت سال زمان برد؛ فیلمی ۷ ساعته که پس از به نمایش درآمدن در سال ۱۹۹۴ تحسین‌های جهانی را برانگیخت. پس از آن تار یک مستند کوتاه ۳۵ دقیقه‌ای با نام سیاحت بر روی دشت را منتشر کرد و سپس تا مدتی سکوت کرد. در سال ۲۰۰۰ فیلم بعدی او هارمونی‌های ورکمایستر با استقبال خوبی از سوی منتقدان و جشنواره‌ها روبه‌رو شد. بسیاری از شات‌ها در این فیلم و فیلم‌های بعدی بلا تار تا یازده دقیقه به درازا می‌انجامند و او ممکن بود گاهی ماه‌ها برای برداشت یک شات وقت صرف کند. دوربین به سرعت پایین می‌آید، به آرامی سُر می‌خورد، و اوج می‌گیرد. دوربین دور شخصیت‌ها می‌چرخد و صحنه به صحنه حرکت می‌کند. در تانگوی شیطان دوربین با گله‌ای از گاوها پیرامون یک روستا تراول می‌کند. یا یک سرمست چاق را که به خاطر افراط در مصرف مشروبات الکلی ناگزیر به ترک خانه شده است دنبال می‌کند. سوزان سانتاگ از تار به عنوان یکی از نجات‌دهندگان سینمای نوین یاد کرده و گفته بود؛ مسرور خواهد شد اگر سالی یک‌بار به تماشای تانگوی شیطان بنشیند.
پس از هارمونی‌های ورکمایستر، تار تصویربرداری فیلم بعدی‌اش مردی از لندن را که اقتباسی از رمان ژرژ سیمنون بود، آغاز کرد. بر اساس برنامه زمان‌بندی‌شده قرار بود این فیلم در جشنواره فیلم کن در ماه مه ۲۰۰۵ به روی پرده بیاید، اما فرایند تولید به دلیل خودکشی هامبرت بالسان تهیه‌کننده فرانسوی فیلم در ۱۰ فوریه ۲۰۰۵ متوقف شد و اختلافاتی میان تهیه‌کنندگان دیگر فیلم بر سر تغییر احتمالی در تأمین هزینه‌های فیلم به وجود آمد. در نهایت مردی از لندن در جشنواره کن سال ۲۰۰۷ به نمایش درآمد و در سال ۲۰۰۸ در سراسر جهان اکران شد. پس از آن تار کار بر روی فیلم اسب تورین را آغاز کرد و گفت که این فیلم دربارهٔ گذشته خودش خواهد بود.
برای سال‌های متمادی هیچ‌یک از آثار تار بر روی دی‌وی‌دی در دسترس نبودند (مگر در ژاپن). تا این‌که نفرین و هارمونی‌های ورکمایستر در قالب دی‌وی‌دی و دو-دیسک در اروپا منتشر شدند. شرکت توزیع‌کننده‌ای که پخش فیلم‌ها را بر عهده داشت مردی از لندن را نیز منتشر کرد. در حال حاضر آثار اولیه و متقدم بلا تار نیز بر روی دی‌وی‌دی در دسترس قرار دارند.

## کارهای جانبی
در ژانویه ۲۰۱۱، بلا تار به هیئت مدیره کارگردانان در بنیاد بی‌المللی سینه، سازمانی مردم‌نهاد و ناسودبر برای حقوق بشر جهت آگاهی‌بخشی از طریق سینما پیوست. در ۲۴ ژانویه ۲۰۱۱، بیانیه‌ای از سوی تار دربارهٔ زندانی شدن جعفر پناهی و محمد رسول‌اف در رسانه‌ها منتشر گردید:
فیلم‌سازی و هنر سینما بخش جدایی‌ناپذیری از فرهنگ جهانی بشر است. حمله به فیلم‌سازی، بی‌حرمتی به فرهنگ همه بشریت است. این با هیچ اندیشه، ایدئولوژی و اعتقاد مذهبی‌ای قابل توجیه نیست. دوست، برادر و همکار گرامی ما جعفر پناهی، بر اساس اتهاماتی ساختگی امروز در زندان است. جعفر چیز دیگری مگر همان کاری که ما می‌کنیم را انجام نمی‌داد. صحبت صادقانه و منصفانه در مورد کشور و عزیزان‌مان و نشان دادن هر چیزی که با تحمیل و سخت‌گیری خشن ما را احاطه کرده است. جرم واقعی جعفر آن چیزی است که انجام داده؛ برازندگی و ظرافت، همراه با لبخندی رندانه در چشمان‌اش. جعفر ما را به دوست داشتن قهرمانان‌اش، مردم ایران، واداشت. دست‌آورد او این بود که آن‌ها تبدیل به اعضای خانواده ما شدند. ما نمی‌توانیم او را از دست بدهیم. این مسئولیت مشترک ما است. همان‌طور که علی‌رغم ظواهر، همه ما به یکدیگر تعلق داریم.

## تأثیرگذاری

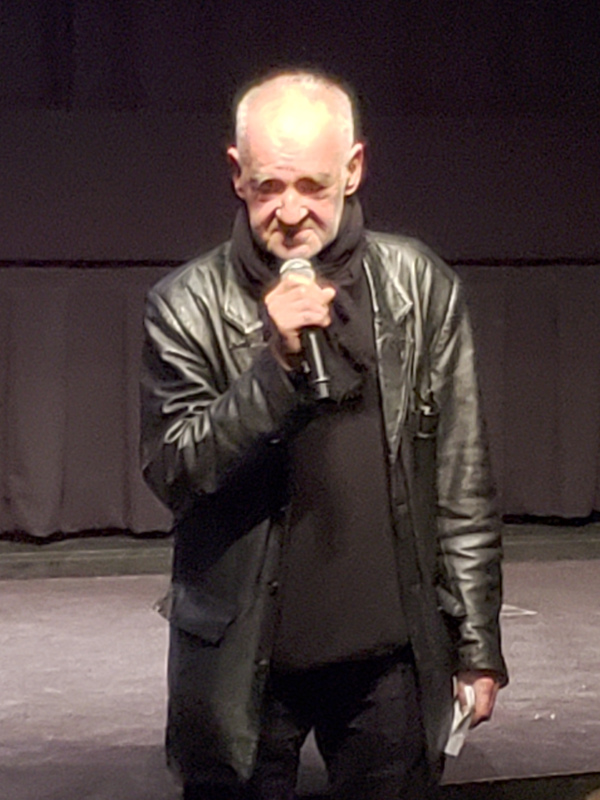
تار در حال ارائهٔ فیلمی از هو بو در سال ۲۰۱۸

گاس ون سنت بارها از تار به عنوان فردی که تأثیر بزرگی در کارهای اخیر خود داشته، یاد می‌کند که با فیلم جری آغاز شد؛ زمانی که ون سنت شروع به استفاده از برداشت‌های بسیار طولانی بدون وقفه می‌کند.
بلا تار سوژهٔ چندین کتاب و مقاله بوده و سیر تحول فیلم‌سازی وی در کتابی به نام بلا تار، زمان بعد نوشتهٔ ژاک رانسیر چاپ شده است.

## نظرات سیاسی
تار منتقد ملی‌گرایی است و در یک مصاحبه در سال ۲۰۱۶ گفته است: «ترامپ مایهٔ شرمساری ایالات متحده است. آقای اوربان مایهٔ شرمساری مجارستان است. مارین لو پن مایهٔ شرمساری فرانسه است و غیره. در نامه‌ای در نزدیکی ورودی نمایشگاه هواداران مهاجرت در مقابل پارلمان مجارستان آویزان شده بود، تار نوشته است: «ما با حرص و آز و جهل بی‌حد و مرز خود این سیاره را به مرز فاجعه رسانده‌ایم. با جنگ‌های وحشتناکی که با هدف سرقت از مردم آنجا راه انداخته‌ایم. [...] ما با قربانیان اعمال خود روبه‌رو هستیم. ما باید این سؤال را بپرسیم: ما که هستیم و هنگامی که برای دور نگه داشتن این افراد حصار می‌کشیم، چه اخلاقی را نمایندگی می‌کنیم.»

## فیلم‌شناسی

### سینمایی
- آشیانه خانوادگی (مجاری: Családi tűzfészek) (۱۹۷۷)
- بیگانه (مجاری: Szabadgyalog) (۱۹۸۱)
- مردم پیش‌ساخته (مجاری: Panelkapcsolat) (۱۹۸۲)
- سالنمای خزان (مجاری: Őszi almanach) (۱۹۸۵)
- نفرین (مجاری: Kárhozat) (۱۹۸۸)
- تانگوی شیطان (مجاری: Sátántangó) (۱۹۹۴)
- هارمونی‌های ورکمایستر (مجاری: Werckmeister harmóniák) (۲۰۰۰)
- مردی از لندن (مجاری: A londoni férfi) (۲۰۰۷)
- اسب تورین (مجاری: A torinói ló) (۲۰۱۱)

### تله‌فیلم
- مکبث (۱۹۸۲)

### کوتاه
- هتل مگنزیت (به مجاری: Hotel Magnezit) (۱۹۷۸)
- سیاحت بر روی دشت (به مجاری: Utazás az alföldön) (۱۹۹۵)
- چشم‌اندازهای اروپا (بخش مقدمه) (۲۰۰۴)

### مستند
- زندگی شهر (بخش آخرین قایق) (۱۹۹۰)